# De geest die niet in de tas wilde
De geest die niet in de tas wilde is een sprookje uit India.

## Het verhaal
Een kapper is niet gelukkig, hij heeft een vrouw die altijd klaagt. Ze vindt dat hij geen middelen heeft om haar te onderhouden en zij kreeg bij haar vader alles wat ze wilde. Ze vindt dat ze moet vasten, terwijl ze nog geen weduwe is. Op een dag jaagt ze de kapper met een bezem het huis uit. De kapper is vernederd en walgt van zichzelf. Hij trekt de wijde wereld in en wil niet terugkomen voor hij fortuin heeft gemaakt. Hij komt in een woud en gaat slapen bij een boom. De geest van de boom ziet hem liggen en zegt dat hij hem zal opeten. De kapper schrikt zich een aap en zijn haren rijzen te berge. Hij zegt tegen het spook dat hij zal laten zien hoeveel geesten hij al heeft gevangen en in zijn tas heeft gestopt. In de tas zitten scheermessen, een slijpsteen, een scheerriem en een spiegel. Hij houdt de spiegel voor het gezicht van de geest en zegt dat hij deze geest die nacht gevangen heeft.
De geest belooft duizend gouden munten en de kapper wil nog een graanschuur naast zijn huis als het middernacht is. De geest komt met een zak vol goud en de kapper is in de zevende hemel. De kapper herinnert de geest aan de graanschuur en klopt aan bij zijn huis voor de eerste haan heeft gekraaid. De vrouw voelt zich schuldig, omdat ze haar man uit huis heeft gejaagd. Ze kijkt verbaasd naar het goud uit de zak en de geest timmert 's nachts een graanschuur en vult hem tot de nok toe. De oom van de geest ziet hem met rijst sjouwen en hoort wat er aan de hand is. Hij vertelt zijn neef dat de kapper een simpele ziel kan bedriegen en ze kijken samen naar de kapper. De kapper voelt een vlaagje wind in zijn nek en steekt zijn spiegel uit het raam. Hij zegt binnen te komen en de oom ziet zijn eigen gezicht. De geest schrikt en bouwt een tweede graanschuur en de vrouw van de kapper heeft nooit meer een reden om te klagen.

## Achtergronden
- Het verhaal komt uit Bengalen.
- De zwakte van de hoofdpersoon is van psychische aard.
- In India deelt de man de lakens uit, zijn vrouw dient hem te gehoorzamen. De vernedering en het pak slaag komt daarom dubbel zo hard aan. Zie ook Een hulpvaardige geest.